# The Prom: Music From The Netflix Film
Das Soundtrack-Album mit der Musik für den Film The Prom, eine musikalische Tragikomödie von Ryan Murphy, wurde am 4. Dezember 2020 veröffentlicht.

## Entstehung

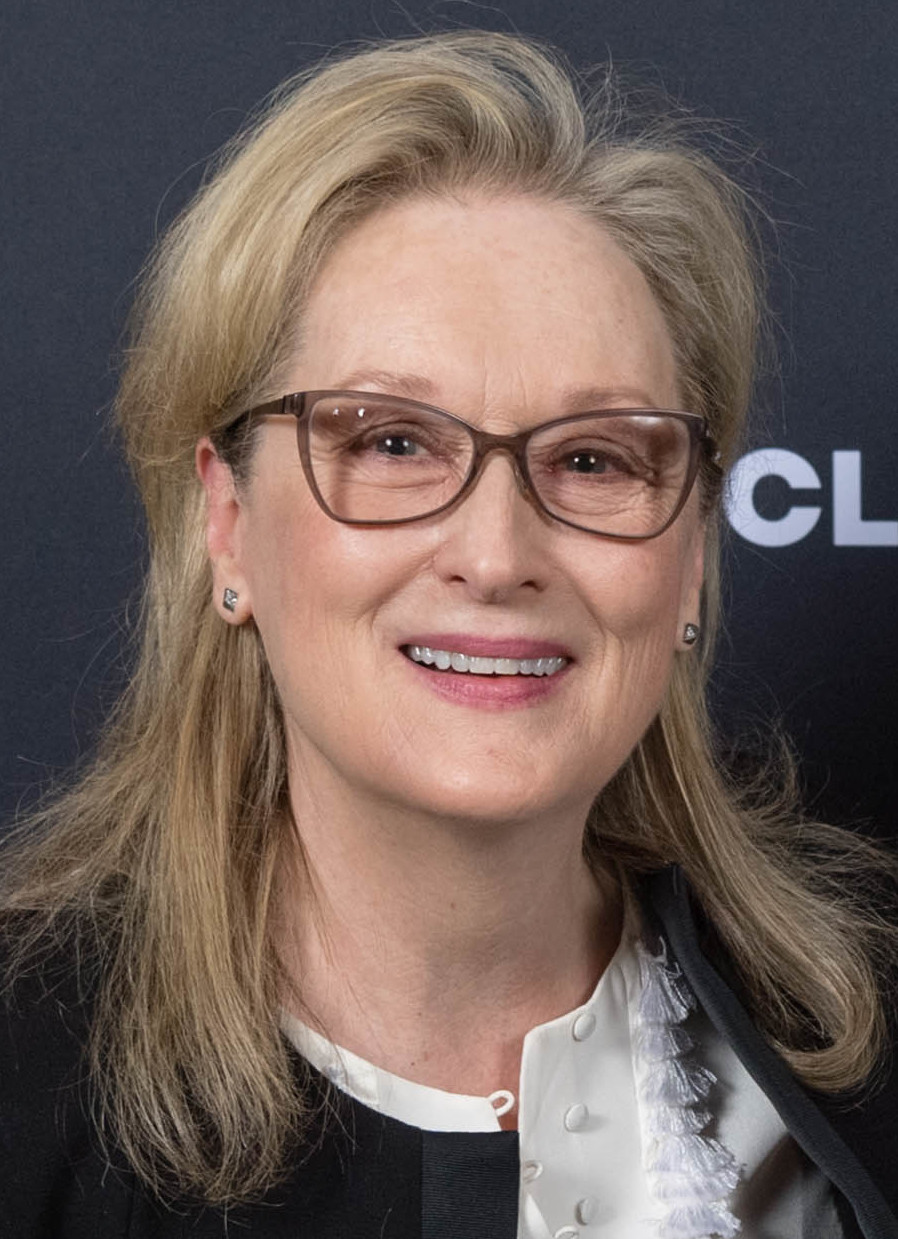
Meryl Streep spielt im Film Dee Dee Allen

Der Film The Prom von Ryan Murphy, der am 11. Dezember 2020 in das Programm von Netflix aufgenommen wurde, verwendet die Musik für das gleichnamige Musical, auf dem der Film basiert, komponiert von Matthew Sklar und Chad Beguelin.
Im Musical wie im Film sorgt im konservativen Indiana der Fall von Emma Nolan für Aufsehen. Weil die junge Frau darauf besteht, mit ihrer Freundin Alyssa zum großen Abschlussball an ihrer High School zu gehen, ist man kurz davor den Ball abzusagen. Die Bühnenschauspielerin Dee Dee Allen, ihr Kollege Barry Glickman, die Broadway-Schauspielerin Angie Dickinson und der eher erfolglose Trent Oliver begeben sich daher nach Edgewater, um den beiden zu helfen, weil sie nach einem „Fall“ suchen, bei dem sie ihr gemeinnütziges Engagement unter Beweis stellen können.
Das erste Stück auf dem Soundtrack, eine Gesangsnummer von Meryl Streep, die im Film Dee Dee Allen spielt, James Corden, der Barry Glickman spielt, und dem „The Prom“-Ensemble mit dem Titel Changing Lives beschreibt Antje Wessels als eine ironische Veranschaulichung der Vorzüge eines Prominentendaseins. Andrew Rannells, der Darsteller von Trent Oliver, ist mit der Up-Tempo-Nummer Love thy Neighbor (zu Deutsch „Liebe deinen Nächsten“) auf dem Soundtrack vertreten. Ariana DeBose, die Alyssa Greene spielt, steuerte das Lied Alyssa Greene bei.

## Veröffentlichung und Auskopplungen
Das aus dem Musical entnommene Lied Tonight Belongs to You in einer Version der Schauspieler James Corden, Jo Ellen Pellman, Kerry Washington, Logan Riley und Sofia Deler wurde Ende Oktober 2020 von Sony Masterworks vorab veröffentlicht. Am 20. November 2020 folgte der Song Wear Your Crown, gesungen von Meryl Streep, Ariana DeBose, Nicole Kidman, Pellman und Washington. Das komplette Soundtrack-Album mit insgesamt 19 Musikstücken, auf dem auch von Keegan-Michael Key, Andrew Rannells, Kevin Chamberlin, Nathaniel J. Potvin und Nico Greetham gesungene Lieder enthalten sind, wurde am 4. Dezember 2020 von Sony Masterworks als Download veröffentlicht. Im gleichen Monat ist eine Veröffentlichung auf CD geplant.

## Titelliste
1. Changing Lives – Meryl Streep, James Corden & The Prom Ensemble
2. Changing Lives (Reprise) – Meryl Streep, James Corden, Nicole Kidman & Andrew Rannells
3. Just Breathe – Jo Ellen Pellman
4. It’s Not About Me – Meryl Streep, James Corden, Nicole Kidman, Andrew Rannells, Kevin Chamberlin, Keegan-Michael Key, Jo Ellen Pellman, Kerry Washington & The Prom Ensemble
5. Dance with You – Jo Ellen Pellman & Ariana DeBose
6. The Acceptance Song – Andrew Rannells, Meryl Streep, James Corden, Nicole Kidman & The Prom Ensemble
7. You Happened – Jo Ellen Pellman, Ariana DeBose, Nathaniel J. Potvin, Nico Greetham & The Prom Ensemble
8. We Look to You – Keegan-Michael Key
9. Tonight Belongs to You – The Cast of Netflix’s Film The Prom
10. Tonight Belongs to You (Reprise) – Jo Ellen Pellman
11. Zazz – Nicole Kidman & Jo Ellen Pellman
12. The Lady’s Improving – Meryl Streep
13. Alyssa Greene – Ariana DeBose
14. Love Thy Neighbor – Andrew Rannells, Nathaniel J. Potvin, Nico Greetham, Logan Riley, Sofia Deler & The Prom Ensemble
15. Barry is Going to Prom – James Corden
16. Unruly Heart – Jo Ellen Pellman & The Prom Ensemble
17. It’s Time to Dance – Jo Ellen Pellman, Ariana DeBose, Meryl Streep, James Corden, Andrew Rannells, Nicole Kidman, Kevin Chamberlin, Keegan-Michael Key, Kerry Washington & The Prom Ensemble
18. Wear Your Crown – Meryl Streep, Ariana DeBose, Jo Ellen Pellman, Kerry Washington & Nicole Kidman
19. Simply Love – James Corden

## Chartplatzierungen
Am 18. Dezember 2020 stieg das Album auf Platz 32 in die Soundtrack Album Charts im Vereinigten Königreich ein.

## Rezeption
Antje Wessels schreibt, der Song Alyssa Greene, in dem die von ihrer Mutter zur Perfektion gedrillte Alyssa darüber singt, nicht sie selbst sein zu können, verpacke seine simple Botschaft nicht zwischen, sondern auf den Zeilen und ginge gerade dadurch direkt ins Ohr.

## Auszeichnungen
Houston Film Critics Society Awards 2021
- Nominierung als Bester Song (Wear Your Crown)[6]